# GSM 03.38
У мобилној телефонији GSM 03.38 или 3GPP 23.038 је кодни распоред који се користи за услугу преноса кратких порука (SMS) мобилних телефона који користе GSM стандард. Дефинисан је у GSM препоруци 03.38. Поруке послате овим кодним распоредом могу бити кодиране у основном GSM-овом 7-битном распореду, 8-битном распореду, или 16-битном УТФ-16 распореду. Подршка за GSM 7-битни распоред је обавезна за GSM ручне телефоне и мрежне уређаје, док карактери језика као што су арапски или кинески морају бити кодирани коришћењем 16-битног УТФ-16 распореда или коришћењем табеле помераја националног језика.

## GSM 7-битни основни распоред и табела за проширење3GPP-а TS 23.038 / GSM 03.38
Основни кодни распоред за GSM поруке је 7-битни основни распоред који је дефинисан у препоруци 23.038.
Седмобитни карактери морају бити кодирани у октете коришћењем једног од три режима паковања:
- CBS: коришћењем овог распореда, могуће је послати до 93 карактера (запакованих у до 82 октета) у једној SMS поруци услуге ћелијског емитовања (Cell Broadcast Service).
- SMS: коришћењем овог распореда, могуће је послати до 160 карактера (запакованих у до 140 октета) у једној SMS поруци у GSM мрежи.
- USSD: коришћењем овог распореда, могуће је послати до 182 карактера (запакованих у до 160 октета) у једној SMS поруци система неструктурираних података додатних услуга (USSD).

|      | 0x00 | 0x10 | 0x20 | 0x30 | 0x40 | 0x50 | 0x60 | 0x70 |
| ---- | ---- | ---- | ---- | ---- | ---- | ---- | ---- | ---- |
| 0x00 | @    | Δ    | SP   | 0    | ¡    | P    | ¿    | p    |
| 0x01 | £    | _    | !    | 1    | A    | Q    | a    | q    |
| 0x02 | $    | Φ    | "    | 2    | B    | R    | b    | r    |
| 0x03 | ¥    | Γ    | #    | 3    | C    | S    | c    | s    |
| 0x04 | è    | Λ    | ¤    | 4    | D    | T    | d    | t    |
| 0x05 | é    | Ω    | %    | 5    | E    | U    | e    | u    |
| 0x06 | ù    | Π    | &    | 6    | F    | V    | f    | v    |
| 0x07 | ì    | Ψ    | '    | 7    | G    | W    | g    | w    |
| 0x08 | ò    | Σ    | (    | 8    | H    | X    | h    | x    |
| 0x09 | Ç    | Θ    | )    | 9    | I    | Y    | i    | y    |
| 0x0A | LF   | Ξ    | *    | :    | J    | Z    | j    | z    |
| 0x0B | Ø    | ESC  | +    | ;    | K    | Ä    | k    | ä    |
| 0x0C | ø    | Æ    | ,    | <    | L    | Ö    | l    | ö    |
| 0x0D | CR   | æ    | -    | =    | M    | Ñ    | m    | ñ    |
| 0x0E | Å    | ß    | .    | >    | N    | Ü    | n    | ü    |
| 0x0F | å    | É    | /    | ?    | O    | §    | o    | à    |

|      | 0x00 | 0x10 | 0x20 | 0x30 | 0x40 | 0x50 | 0x60 | 0x70 |
| ---- | ---- | ---- | ---- | ---- | ---- | ---- | ---- | ---- |
| 0x00 |      |      |      |      | \|   |      |      |      |
| 0x01 |      |      |      |      |      |      |      |      |
| 0x02 |      |      |      |      |      |      |      |      |
| 0x03 |      |      |      |      |      |      |      |      |
| 0x04 |      | ^    |      |      |      |      |      |      |
| 0x05 |      |      |      |      |      |      | €    |      |
| 0x06 |      |      |      |      |      |      |      |      |
| 0x07 |      |      |      |      |      |      |      |      |
| 0x08 |      |      | {    |      |      |      |      |      |
| 0x09 |      |      | }    |      |      |      |      |      |
| 0x0A | FF   |      |      |      |      |      |      |      |
| 0x0B |      | SS2  |      |      |      |      |      |      |
| 0x0C |      |      |      | [    |      |      |      |      |
| 0x0D | CR2  |      |      | ~    |      |      |      |      |
| 0x0E |      |      |      | ]    |      |      |      |      |
| 0x0F |      |      | \    |      |      |      |      |      |

Обратите пажњу да је други део табеле доступан само ако GSM уређај подржава механизам 7-битног проширења, користећи ESC карактер за префикс. У супротном, сам ESC код се интерпретира као тачка, а следећи карактер ће бити третиран као да нема водећег ESC кода.

## GSM 8-битно енкодовање података
Режим 8-битног енкодовања података третира информацију као сирове податке. Према стандарду, корисник може изабрати сопствени кодни распоред за ово енкодовање.

## UCS-2 енкодинг
Овај енкодинг дозвољава употребу највећег опсега карактера и језика. UCS-2 може да представи практично све уобичајене карактере али по цену употребе више простора.
Једна SMS GSM порука која користи овај распоред може имати највише 70 карактера (140 октета).
Обратите пажњу да на многим GSM мобилним телефонима не постоји посебан предизбор UCS-2 енкодинга. Подразумевана могућност је да се користи горњи 7-битни енкодинг, док се не унесе карактер који није присутан у GSM 7-битној табели (на пример мало латинично Ц са седијом 'ç'). У том случају, цела порука ће се реенкодовати као UCS-2, а максимална дужина порука која се може послати само једним SMS-ом се одмах смањује на 70 карактера, уместо на 160.